# Керсти Али
Керсти Али (енгл. Kirstie Alley; Вичита, 12. јануар 1951 — 5. децембар 2022) била је америчка глумица, најпознатија по улогама и филмовима Звездане стазе II: Канов гнев, Пуцај да убијеш, Гле ко говори, Хари ван себе, Цркни лепотице, Случајно заљубљени и ситкому Кафић Уздравље за који је освојила награде Златни глобус и Еми за најбољу главну глумицу у хумористичкој серији.